# Faramea nocturna
Faramea nocturna là một loài thực vật có hoa trong họ Thiến thảo. Loài này được J.G.Jardim & Zappi mô tả khoa học đầu tiên năm 2008.